# Ninglang
Yulong (en chino, 宁蒗; pinyin, Níng làng) es un condado autónomo bajo la administración directa de la ciudad-prefectura de Lijiang. Se ubica al norte de la provincia de Yunnan, sur de la República Popular China. Su área es de 6209 km² y su población total para 2010 fue +200 mil habitantes. El Lago Lugu se encuentra al norte del condado.

## Toponimia
En 1936, Ninglang se estableció como oficina administrativa. Debe su nombre a dos divisiones que la precedieron; Yongning (永宁) y Langqu (蒗蕖) en la dinastía Yuan.
Como las otras regiones autónomas, se caracteriza por estar asociada a un grupo étnico minoritario, en este caso, los Yi. La región recibió la condición de "autónomo" cuando se estableció el "condado autónomo yi de Ninglang" el 20 de septiembre de 1956.

## Administración
El condado autónomo de Ninglang se divide en 15 pueblos que se administran en 3 poblados, 11 villas y 1 villa étnica.